# René Levasseur

René Levasseur de la Sarthe

René Levasseur (* 27. Mai 1747 in Sainte-Croix, Maine; † 18. September 1834 in Le Mans) war ein französischer Arzt, Revolutionär und Politiker, der in einigen recht wesentlichen Geschehnissen der Französischen Revolution tatkräftig mitgewirkt hat. Als Abgeordneter des Départements Sarthe, deshalb dann auch René Levasseur de la Sarthe genannt, gehörte er von September 1792 bis Oktober 1795 dem Nationalkonvent in Paris an. Er war Jakobiner und Mitglied der Bergpartei, als Arzt außerdem Chirurg und Geburtshelfer. Er hinterließ auch eine wissenschaftliche Arbeit, die nicht nur in Frankreich Beachtung gefunden hat.

## Lebensabriss
Vor seiner politischen Tätigkeit in Paris lebte und arbeitete René Levasseur in Le Mans. Dort gehörte er 1789 als Ratsmitglied dem Dritten Stand an. Seit 1790 verkehrte er in einem politischen Zirkel (Club des Minimes), wo ihm Revolutionäre wie Pierre Philippeaux (1754–1794) oder Étienne-François Le Tourneur (1751–1817) begegneten. 1791 war er Landrat (administrateur) im Distrikt Le Mans. Am 7. September 1792 wurde René Levasseur als Abgeordneter in den Nationalkonvent gewählt, in dem er sich dann der Bergpartei anschloss und somit radikal zur Revolution bekannte. In der Abstimmung über das Schicksal von Ludwig XVI. am 15. Januar 1793 stimmte er für dessen Tod ohne Aufschub und Berufung. Wiederholt wurde René Levasseur als Représentant en mission vom Konvent zu Armeeeinheiten im Norden und Osten Frankreichs geschickt, um sie zu reorganisieren und auch sonst in den jeweiligen Gebieten für das öffentliche Wohl zu sorgen. So war er zum Beispiel von April bis Juli 1793 in den Ardennen. Das am 4. Februar 1794 vom Konvent verabschiedete Gesetz zur Abschaffung der Sklaverei in den Kolonien ist mit ein Werk von René Levasseur de la Sarthe gewesen.
Nach dem Thermidor musste René Levasseur den Niedergang und das Ende des Jakobinertums erleben, das nicht mehr vom Volk unterstützt wurde. „Seit das Volk ‚abgedankt hatte‘, schreibt er in seinen ‚Mémoires‘, war der Klub nur noch ‚ein ohnmächtiger Hebel‘.“ So unterlag er in seinem Kampf gegen die neuen Machthaber und musste 1795 einige Zeit im Gefängnis verbringen. Nach seiner Freilassung kehrte René Levasseur nach Le Mans zurück und arbeitete dort wieder als Arzt.
In der Zeit der Restauration (1815–1830) lebte René Levasseur im Exil in den Niederlanden. Er war auch dort erfolgreich als Arzt tätig und wurde 1819 Mitglied der Universität von Leuven. Im Jahre 1822 veröffentlichte er in Brüssel seine Dissertation über Geburtshilfe und 1829 erschien in Paris der erste Band seiner Erinnerungen, dem noch drei weitere Bände folgten. Das Werk hat für viel Aufsehen und Empörung gesorgt und eine weite Verbreitung gefunden. (Der junge Karl Marx hat die Mémoires eingehend studiert und für eine geplante Arbeit über die Geschichte des Konvents Texte in der Zeit von Ende 1843 bis Anfang 1844 aus ihnen gezogen, Exzerpte, die in der Marx-Engels-Gesamtausgabe [MEGA2 4.2: 725] zu finden sind.)
Nach der Julirevolution von 1830 konnte René Levasseur nach Frankreich zurückkehren. Vier Jahre später starb er in Le Mans.

## Addendum

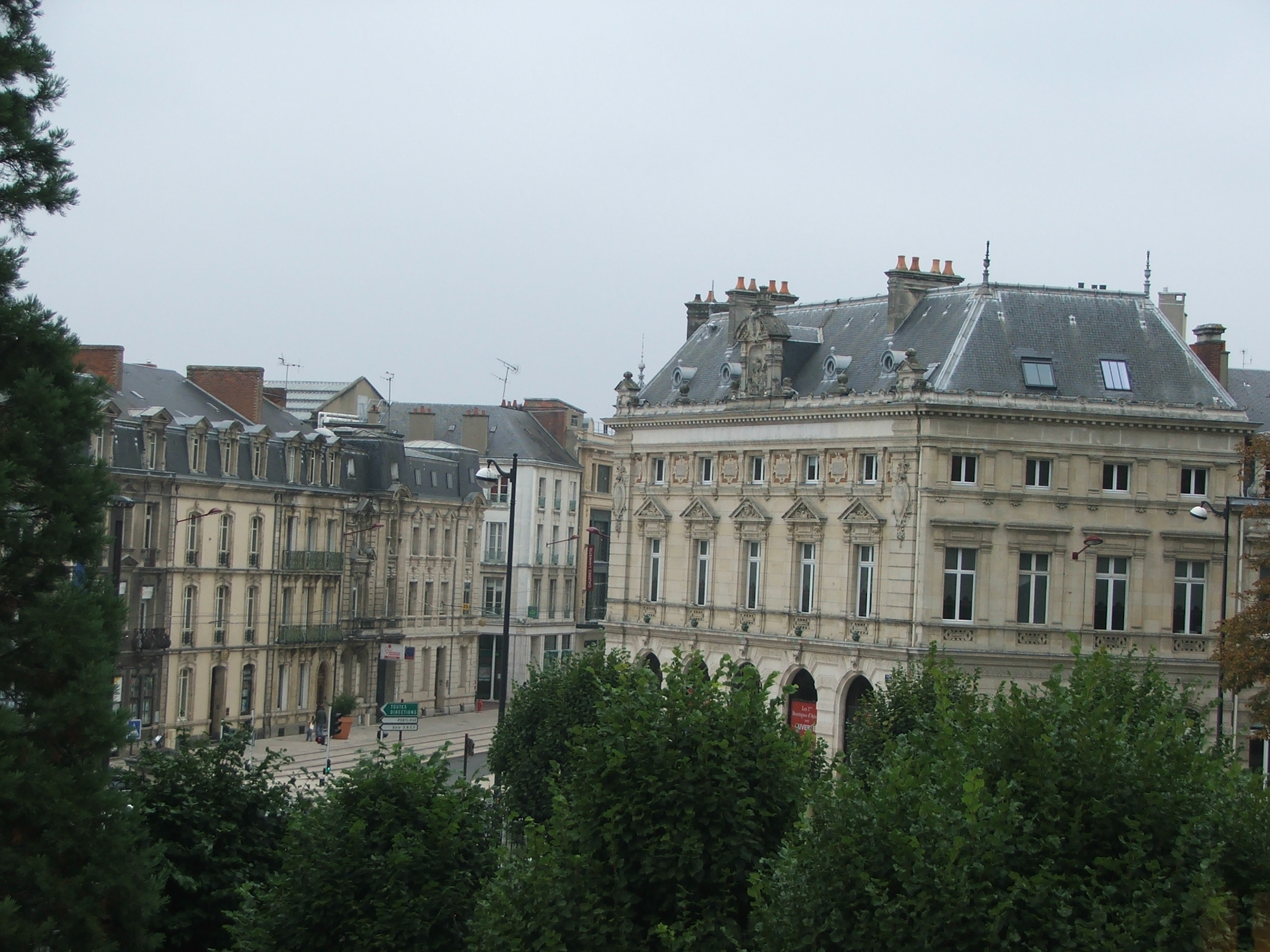
Ein Stück des Boulevards René Levasseur in Le Mans

- Nach René Levasseur ist ein Boulevard in Le Mans benannt.
- Im Jahre 1911 wurde ein Denkmal für René Levasseur in Le Mans errichtet: Eine stehende Gestalt, aus Metall gegossen, auf einem sehr hohen, steinernen Sockel, die recht martialisch wirkte und ihn sicherlich bei einem Einsatz als Volksvertreter bei der Armee zeigen sollte.[3] Das Denkmal wurde im Zweiten Weltkrieg abgerissen, um aus ihm Kriegsmaterial zu gewinnen.

## Werke
- Dissertation sur la Symphyséotomie et sur l’enclavment: avec quatre figures en grandeur naturelle, Berthot, Brüssel 1822.
- Mémoires de R. Levasseur (de la Sarthe),
  - Erster Band, Rappily, Libraire, Paris 1829 (Digitalisat).
  - Zweiter Band, Baudoin, Paris 1830 (Digitalisat).
  - Dritter Band, Levavasseur, Paris 1834 (Digitalisat).
  - Vierter Band, Baudoin, Paris 1830 (Digitalisat).
- Memoires de Levasseur de la Sarthe, Seraswati Press, Dehradun 2012 (englisch).